# Aïn Soltane
Aïn Soltane (em árabe: عين السلطان) é uma cidade e comuna localizada na província de Aïn Defla, no norte da Argélia. Em 2008, sua população era de 21 565 habitantes.